# Karoline Pichler
Karoline Pichler (* 30. Oktober 1994 in Bozen) ist eine ehemalige italienische Skirennläuferin aus Südtirol. Sie war vor allem in der Disziplin Riesenslalom erfolgreich und fuhr auch Super-Gs und Abfahrten.

## Biografie
Pichler stammt aus Petersberg in der Gemeinde Deutschnofen. Im Alter von 15 Jahren nahm sie ab Dezember 2009 an FIS-Rennen teil. Der erste Sieg auf dieser Stufe gelang ihr im Januar 2011. Einen Monat später gewann sie beim European Youth Olympic Festival in Liberec die Silbermedaille im Riesenslalom. Im April 2011 wurde sie italienische Abfahrts-Juniorenmeisterin. Im Europacup kam Pichler erstmals im Dezember 2011 zum Einsatz, im Januar 2012 gewann sie erstmals Europacup-Punkte. Bei den Junioren-Weltmeisterschaften 2012 in Roccaraso gewann sie die Silbermedaille im Mannschaftswettbewerb. Im April 2012 folgte der zweite nationale Juniorenmeistertitel (in der Disziplin Riesenslalom).
Im Verlaufe der Saison 2012/13 konnte sich Pichler im Europacup etablieren, der erste Podestplatz gelang ihr am 17. Januar 2013 mit Platz 3 in der Abfahrt von St. Anton am Arlberg. Ihr Debüt im Weltcup hatte sie am 28. Dezember 2012 in Semmering, wo sie im ersten Lauf des Riesenslaloms ausschied. Während der Saison 2013/14 blieben Podestplätze im Europacup aus, hingegen gewann sie bei den Junioren-Weltmeisterschaften 2014 in Jasná die Riesenslalom-Silbermedaille. Im Dezember 2014 gewann sie in Hemsedal zwei Europacup-Riesenslaloms in Folge, am 28. Dezember 2014 holte sie mit Platz 23 im Riesenslalom von Kühtai die ersten Weltcuppunkte. Zwei Wochen später musste sie die Saison aufgrund eines Meniskusschadens im Knie vorzeitig abbrechen.
Noch vor ihrem Comeback zog sie sich zwei Kreuzbandrisse zu und musste daher insgesamt drei Jahre pausieren. Erst in der Saison 2018/19 konnte Pichler wieder im Weltcup starten. 2019 nahm sie bei der Osttimoresischen Alpinen Skimeisterschaft teil.
2021 wurde Pichler wieder Teil der italienischen Nationalmannschaft, zuvor hatte sie zweimal das Podest der besten Drei im Europacup erreicht. Im Februar 2023 zog sie sich erneut eine Knieverletzung zu. Am 9. April 2024 verkündete sie letztlich ihren Rücktritt.

## Erfolge

### Weltcup
- 5 Platzierungen unter den besten 20

### Weltcupwertungen
| Saison  | Gesamt | Gesamt | Abfahrt | Abfahrt | Super-G | Super-G | Riesenslalom | Riesenslalom |
| Saison  | Platz  | Punkte | Platz   | Punkte  | Platz   | Punkte  | Platz        | Punkte       |
| ------- | ------ | ------ | ------- | ------- | ------- | ------- | ------------ | ------------ |
| 2014/15 | 107.   | 8      | –       | –       | –       | –       | 42.          | 8            |
| 2018/19 | 107.   | 15     | –       | –       | –       | –       | 42.          | 15           |
| 2021/22 | 76.    | 59     | 44.     | 7       | 30.     | 47      | 51.          | 5            |
| 2022/23 | 83.    | 42     | 42.     | 8       | 34.     | 34      | –            | –            |

### Europacup
- Saison 2014/15: 7. Gesamtwertung, 3. Riesenslalomwertung
- Saison 2015/16: 7. Riesenslalomwertung
- Saison 2020/21: 10. Gesamtwertung, 8. Super-G-Wertung, 9. Riesenslalomwertung
- 12 Podestplätze, davon 3 Siege:

| Datum            | Ort      | Land     | Disziplin    |
| ---------------- | -------- | -------- | ------------ |
| 1. Dezember 2014 | Hemsedal | Norwegen | Riesenslalom |
| 2. Dezember 2014 | Hemsedal | Norwegen | Riesenslalom |
| 5. Januar 2016   | Zinal    | Schweiz  | Riesenslalom |

### Juniorenweltmeisterschaften
- Crans-Montana 2011: 22. Super-G, 31. Abfahrt, 38. Slalom
- Roccaraso 2012: 2. Mannschaftswettbewerb, 12. Super-G, 18. Riesenslalom
- Québec 2013: 17. Abfahrt, 27. Riesenslalom
- Jasná 2014: 2. Riesenslalom, 22. Abfahrt

### Weitere Erfolge
- European Youth Olympic Festival 2011: 2. Riesenslalom
- 2 italienische Juniorenmeistertitel (Abfahrt 2011, Riesenslalom 2012)
- 7 Siege in FIS-Rennen